# Te Aroha
Te Aroha – miasto w Nowej Zelandii. Położone w północnej części Wyspy Północnej, w regionie Waikato, 3777 mieszkańców. (dane szacunkowe – styczeń 2010).